# 四川丹齒
四川丹齒零部件有限公司，簡稱四川丹齒零部件、四川丹齒、丹齒零部件、中車集團四川丹齒零部件、中車集團四川丹齒，以及中車集團四川丹齒零部件有限公司（英語：Sichuan Danchi Automobile Parts Company Limited），在1978年，當時由丹梭縣政府設立。而前身為「丹棱县农机厂」、「丹棱齿轮厂」、「四川丹齿股份有限公司」，以及「中美合资亚新科丹齿（四川）零部件有限公司」。
現時在中國內地經營汽车后桥主减速齿轮、变速器齿轮、发动机正时齿轮、通用精密传动齿轮等产品的规模化生产与销售，品牌主要是「軍齒」和「丹齒」。現時由中國化工裝備總公司（中國化工集團公司旗下）全資擁有。
現時總部位於四川省丹棱县丹棱镇外北路1号。而董事長及總裁為贺圣国。

## 連結
- ccbk.chemchina.com（页面存档备份，存于）